# Trúc hóa long
Trúc hóa long (danh pháp hai phần: Phyllostachys aurea), là một loài cây thuộc phân họ Tre (Bambusoideae) trong họ Hòa thảo (Poaceae).
Loài trúc này thân cao 5–12 m, đường kính 2–5 cm, khoảng cách các đốt 15–30 cm. Các đốt ở phía gốc bị co ngắn lại và phồng lên, đan chéo nhau tạo cho cây một dáng vẻ hấp dẫn tuyệt vời, nhìn tựa con rồng đang bay lên, màu sắc vỏ cũng rất đẹp.
Tại Trung Quốc P. aurea có mặt ở các tỉnh Phúc Kiến, Chiết Giang với tên gọi 人面竹 (nhân diện trúc) và cũng được đưa vào Bắc Mỹ hay châu Âu.
Tại Việt Nam, loài cây này hiện phân bố rất hẹp, chủ yếu ở một vài vùng ở miền núi phía Bắc như ở Bắc Kạn, hiện tại đang có nguy cơ bị tuyệt chủng. Cần được bảo tồn nguồn gen.
Loài cây này được dùng chủ yếu làm cây cảnh.

## Hình ảnh

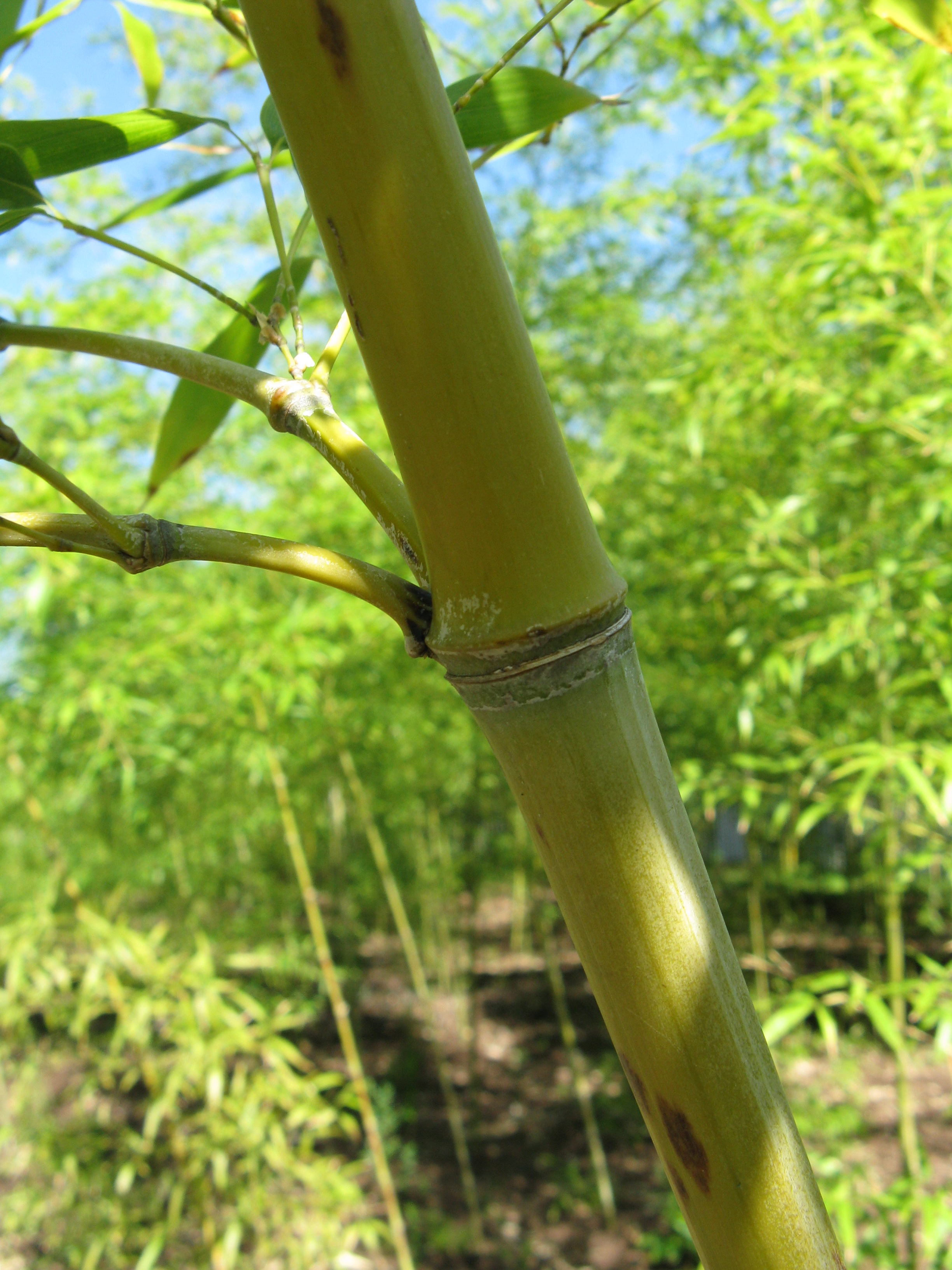
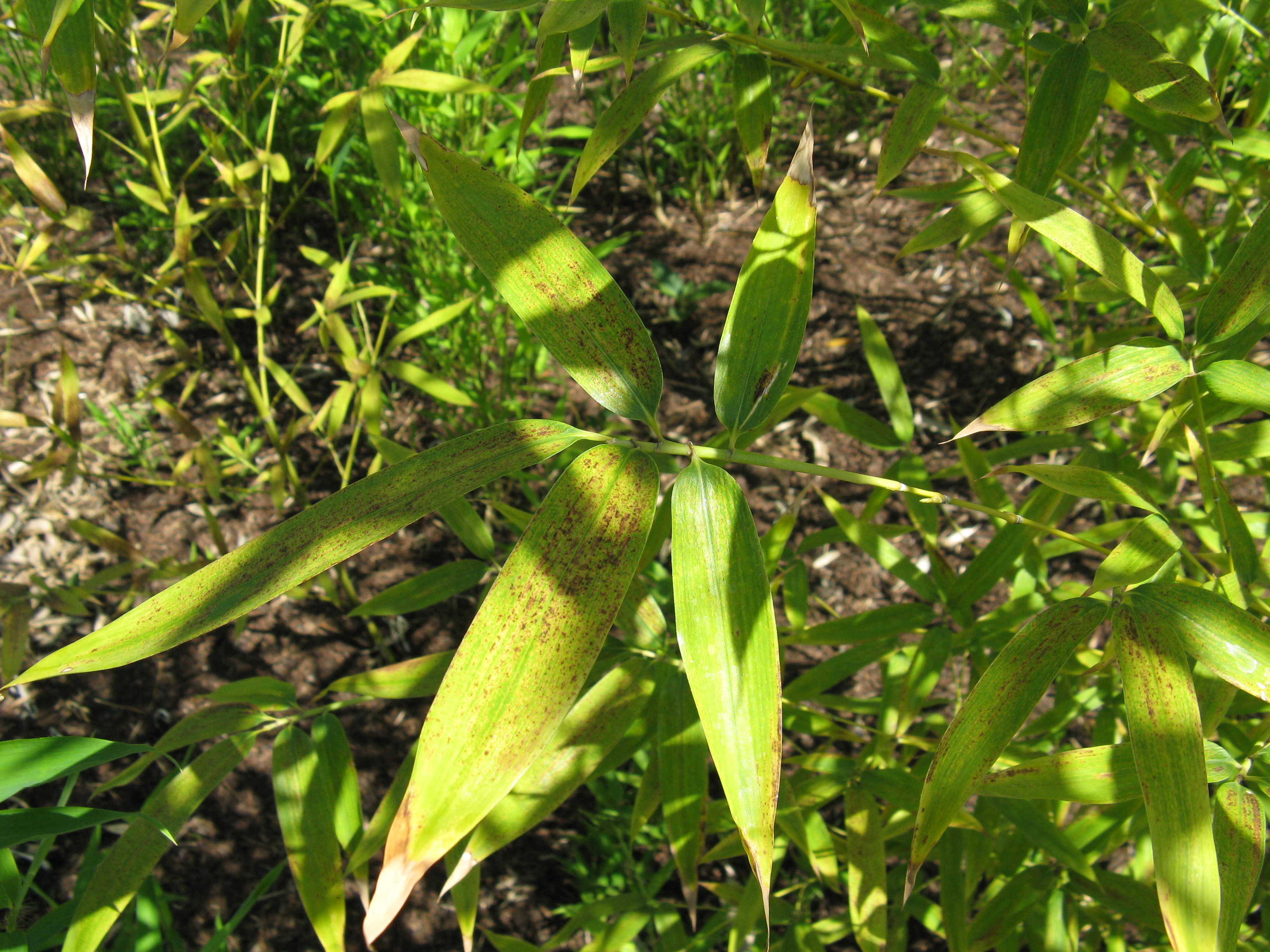
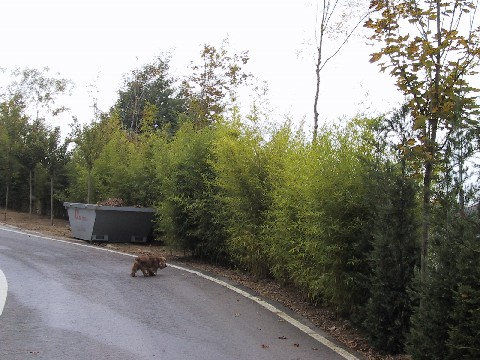
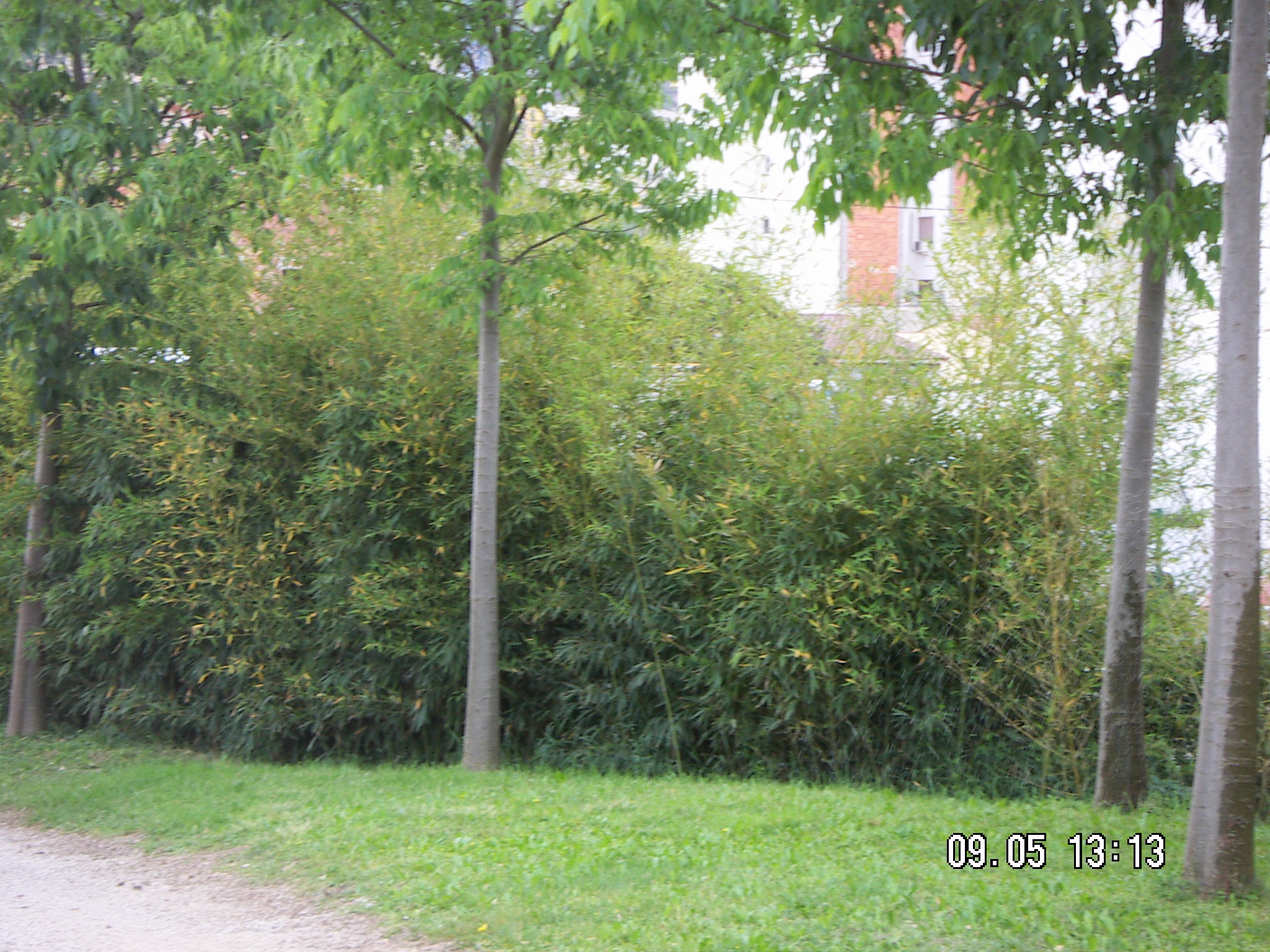